# Jennyfer Jewell
Jennyfer Carolyn Jewell (* 7. Juni 1984 in Wellington) ist eine neuseeländische Schauspielerin.
Ihre ersten Rollen hatte sie 1995 und 1996 mit Enid Blyton Secret Series und The Enid Blyton Adventure Series. Anschließend spielte sie in der Future-Soap The Tribe. Dort übernahm sie von 1999 bis 2003 die Rolle der Ellie. 
Im Moment setzt sie gerade ihre schulische Ausbildung am Queen Margaret College fort.

## Filmografie
- 1997: Die Enid Blyton Abenteuer (The Enid Blyton Adventure Series, Fernsehserie)
- 1997–1998: Enid Blyton: Die verwegenen Vier (The Enid Blyton Secret Series, Fernsehserie)
- 1999–2003: The Tribe (Fernsehserie)